# فوتبال المپیک (بازی ویدئویی)
فوتبال المپیک (به انگلیسی: Olympic Soccer) در سال ۱۹۹۶ توسط شرکت «سیلیکون دریمز» تولید و به وسیله کمپانی آیدوس برای کنسول‌های پلی استیشن و ۳دی‌او منتشر گردید. در همان سال نسخه‌های سیستم عامل داس و سگا ساترن این بازی توسط «یو.اس. گولد» در سطح جهان انتشار یافت.
با وجود اینکه معمولاً بازی‌های فوتبال المپیک در قالب یک بازی و جزو رشته‌های «بازی‌های المپیک» منتشر می‌شوند، شرکت «یو.اس. گولد» در سال ۱۹۹۶ میلادی تصمیم گرفت بازی‌های فوتبال المپیک ۱۹۹۶ آتلانتا را به صورت جدا و یک عنوان مستقل تولید نماید.

## گیم پلی
بازیباز می‌تواند از بین ۳۳ تیم حاضر در بازی، یک تیم را انتخاب کرده و در تورنمنت‌های مختلف شرکت کرده یا با تیم‌های دیگر به بازی دوستانه بپردازد. تورنمنت‌های موجود در بازی شامل: «آرکید» (جام حذفی با شرکت ۳۲ تیم)، «المپیک» (تورنمنت با شرکت ۱۶ تیم و مشابه مسابقات واقعی المپیک) می‌باشد، همچنین بازیباز می‌تواند به صورت مسابقات لیگ با حضور ۳ الی ۱۶ تیم، با بقیه تیم‌ها به رقابت بپردازد.
قابلیت‌هایی که در این بازی قرار داشت، مشابه بازی‌های ورزشی زمان خود (دهه ۹۰ میلادی) بود. قابلیت تعیین زمان هر نیمه از بازی، تعیین سرنوشت برای مسابقه‌هایی که به تساوی کشیده می‌شوند، امکان انتخاب آب و هواهای مختلف (مانند باد یا حالت‌های مختلف چمن زمین مسابقه). در این بازی ۵ استادیوم مختلف وجود دارند که طبق ۵ استادیومی است که بازی‌های المپیک آتلانتا در آن‌ها برگزار شد.
این بازی دارای مجوز کامل استفاده از نام حقیقی تیم‌ها و بازیکنان حاضر در مسابقات المپیک ۱۹۹۶ بود و به همین دلیل تیم‌ها به طور کامل و با نام‌های واقعی در بازی حضور داشتند